# Yannick M'Boné
Yannick M'Boné (16 aprile 1993) è un calciatore camerunese, difensore o centrocampista del Versailles.

## Carriera
Nella stagione 2011-2012 ha giocato 7 partite in Ligue 1 con il Caen.

## Palmarès

### Club

#### Competizioni nazionali
- Championnat National: 1

Châteauroux: 2016-2017